# SOR B 9,5
SOR B 9,5 je model českého městského standardního autobusu, který vyráběla společnost SOR Libchavy v letech 1998 až 2005.

## Konstrukce
Model SOR B 9,5 je dvounápravový s třídveřovou karoserií.  Zadní náprava je hnací, motor a převodovka se nachází pod podlahou v zadní části vozu. Polosamonosná karoserie vozu je svařena z ocelových uzavřených profilů, zvenku je oplechovaná, zevnitř obložená plastovými deskami, vybrané spodní části jsou z nerezové oceli. Podlaha se nachází ve výšce 600 mm nad vozovkou. Přední náprava je značky SOR, zadní tuhá náprava je značky Meritor.

## Výroba a provoz
V České republice nebyl v době uvedení SORu B 9,5 žádný jiný autobus v téže kategorii a díky tomu se tento model objevil v některých městech ČR (např. Beroun, Jablonec nad Nisou, Liberec, Hodonín, Zlín), jeden vůz jezdí ve variantě Ekobus (pohon stlačeným zemním plynem). Největším provozovatelem SOR B 9,5 je Dopravný podnik Bratislava, kde jich jezdilo 33. Dalším velkým provozovatelem je skupina Veolia Transport.
V současnosti je vyráběn také částečně nízkopodlažní model SOR BN 9,5.

## Historické vozy
- Technické muzeum v Brně (vůz SPZ 2T0 6542, ex Arriva Morava)
- Dopravný podnik Bratislava (vůz ev. č. 3514)
- soukromá osoba (vůz ev. č. 480, ex PMDP)[1]